# فرودگاه السک ریور
فرودگاه السک ریور (به انگلیسی: Alsek River Airport) یک فرودگاه همگانی بهره‌برداری هوایی است که یک باند فرود چمن دارد و طول باند آن ۵۶۷ متر است. این فرودگاه در شهر یاکوتات، آلاسکا کشور ایالات متحده آمریکا قرار دارد و در ارتفاع ۹ متری از سطح دریا واقع شده است.